# Milassin Miklós Bertalan
Milassin Miklós Bertalan OFMObs (Csávoly, 1736. május 1. [keresztelés napja] – Székesfehérvár, 1811. július 2.) magyar római katolikus pap, a második székesfehérvári megyés püspök.

## Életútja
A gimnáziumot Baján, Kecskeméten, Szegeden és Budán végezte. 1756-ban Radnán lépett a rendbe. Teológus a budai rendházban, 1761. március 19-én pappá szentelték. Solymáron és Csepelen, a pestis idején a Tabánban dolgozott. 1761-ben Firenzébe küldték a teológia befejezésére, majd Lodiban (Milánó m.) a rendi teológia tanára. 
A szlávul, németül és magyarul beszélő Milassin előbb a katonák gyóntatója, 1767-től tábori lelkész. Ezredével Bécsbe került, ahol egy lőportorony fölrobbanásakor helytállásával magára vonta II. József király figyelmét, aki 1782-ben tábori főlelkésszé tette. 1788-ban a török elleni háború idején II. József Milassint választotta tábori gyóntatójának, aki a császárt és kíséretét egy alkalommal az ellenség gyűrűjéből is kimentette. 1789. szeptember 12. és október 9. között részt vett Belgrád ostromában. 
A császár 1790. január 19-én kinevezte székesfehérvári püspökké, amit II. Lipót 1790. április 20-án megújított és Milassinnak nemesi rangot adott. VI. Piusz pápa június 26-án erősített meg, és szeptember 8-án a budai ferences templomban püspökké szentelték. Székét október 10-én foglalta el.
Székesfehérvárott folytatta a püspöki palota építését. 1792-ben hiába próbálta megszerezni az egykori pálos kolostort szemináriumi célra, de 1798-ban a karmelita konvent föloszlásakor megkapta a rendházat és a templomot. 1801-ben megszervezte az öreg és beteg papok otthonát. 1802. november 7-én megnyitotta az egyházmegyei szemináriumot. 1811-ben hunyt el 75 éves korában.